# جنگ چهره زنانه ندارد
جنگ چهره‌ی زنانه ندارد (به روسی: У войны не женское лицо) نوشتاری مستند از نویسنده اهل بلاروس، سوتلانا الکسیویچ، برنده جایزه نوبل ادبیات در سال ۲۰۱۵ است. این کتاب از داستان‌های ضبط شده در ضبط صوت از زنان شوروی که در جنگ بزرگ میهنی شرکت کرده بودند تهیه شده‌است. عنوان کتاب از اولین سطرهای این رمان توسط نویسنده «جنگ زیر پشت بام» (۱۹۶۰) گرفته شده‌است. این کتاب اولین قسمت از مجموعه مستند The Voices of Utopia است. نوشتار دوم کتاب آخرین شاهد (۱۹۸۵) خواهد بود، که در همین موضوع است، ولی داستان کودکانی است که زنده مانده‌اند و شاهد آن بوده‌اند و زندگی می‌کند.

## معرفی
اولش از مرگ می‌ترسی، در درونت نسبت به مرگ حس شگفتی و کنجکاوی تجربه می‌کنی. بعدش اونقدر خسته می‌شی که دیگه هیچ حسی به مرگ نداری. همیشه تو حالت ناتوانی قرار می‌گیری. فقط یه ترس تو وجودت می‌مونه، این که بعد از مرگت زیبا نباشی. این هم ترس زنانه…

کتاب جنگ چهره زنانه ندارد، روایتی از حضور زنان در جنگ است. نویسنده سوتلانا الکسیویچ با ده‌ها نفر از زنان حاضر در جنگ به گفت‌گو و مصاحبه می‌نشیند. او در این اثر روایت‌های زنان مختلف حاضر در جنگ را در هم می‌آمیزد؛ زن‌های پرستار، تک تیرانداز، خلبان، رخت شور، پارتیزان، بی‌سیم‌چی به پرسش‌های این نویسنده و پژوهشگر تاریخ اجتماعی پاسخ می‌دهند. در نهایت او آن روایت‌ها را در هم می‌آمیزد و کتاب جنگ چهره زنانه ندارد را خلق می‌کند.
فصول کتاب
کتاب «جنگ چهره زنانه ندارد» در هفت بخش تدوین شده‌است. «زن‌ها کی برای اولین بار در تاریخ وارد ارتش شدند؟»، «انسان بزرگ‌تر از جنگ است»، «نمی‌خواهم حتی به خاطر بیاورم…»، «دخترها، بزرگ شید، بالغ شید… شما هنوز خامید…»، «بوی ترس و چمدان آب نبات»، «من این چشما رو امروز هم به خاطر می‌آرم…» و «نیاز به سرباز بود… اما من می‌خواستم زیبا هم بمانم…»

## نقد و بررسی
در نقد و بررسی این اثر در ایسنا آمده‌است؛
آنچه جنگ چهره زنانه ندارد، را متفاوت از بسیاری از کتاب‌ها می‌کند، روایت چند صدایی داستان است؛ در این کتاب هر شخصیتی نظر خود را در خصوص جنگ بیان کرده‌است و همین چند صدایی بودن داستان است که آن را قابل باور کرده‌است. قهرمانان این کتاب انسان‌های عادی هستند که گویشی ساده دارند و حرف‌هایشان را راحت بیان می‌کنند.

همچنین در بررسی فصلنامه نقد کتاب علوم اجتماعی آمده‌است.
نویسنده سعی کرده تا با گزارش خود به رغم رنج‌ها و مصائب جسمی و روحی که زنان شوروی در طول جنگ به ویژه در طی جنگ جهانی دوم تحمل کرده‌اند توجه جامعه جهانی را به ظلمی که بر زنان رفته جلب کند.

همچنین در نقد منتشر شده در خبرگزاری مهر آمده‌است.
در خاطرات این کتاب، می‌توان نگاه زنانه به جنگ را در خلال اتفاقاتی که برای زنان افتاده مشاهده کرد؛ زنانی که دغدغه‌هایی چون بچه‌دار شدن، یا نگهداری از بچه‌هایشان را با پوشیدن پوتین و گرفتن اسلحه به دست، مخلوط کرده و در گل و لای جبهه نبرد می‌خزیدند. زنی که ۳ اسیر خود را به دلیل فرار از محاصره می‌کشد یا زن تک‌تیراندازی که حساب دشمنانی را که با تفنگش کشته از دستش خارج شده از جمله زنانی هستند که در این کتاب حاضرند. قصه همه این زن‌ها نشان می‌دهد که جنگ می‌تواند روحیه زنانه زنان را هم تغییر داده و از آنان موجودات دیگری بسازد که با انسان‌های بااحساس و لطیف اولیه فاصله دارند.
در گزارش همشهری آن‌لاین نیز در این‌باره آمده‌است.
همیشه زنان به جزییات توجه بیشتری دارند و راویان زنی هم که در کتاب جنگ چهره زنانه ندارد با الکسیویچ به گفت و گو پرداخته‌اند دریچه تازه‌ای را برای مخاطبان از واقعیت جنگ باز می‌کنند. هر زن نگاه خود را نسبت به جنگ دارد و این زنان لزوماً متفکر نیستند، اما همین زنان عادی روایت‌هایشان را آنقدر ساده و راحت بیان می‌کنند که کتاب را برای مخاطبانی که در جای امن خود نشسته‌اند خواندنی و واقعی‌تر جلوه می‌دهند.

## ترجمه
فارسی
این اثر را عبدالمجید احمدی از روسی به فارسی برگرداند و نشر چشمه آن را منتشر کرد. تا کنون بارها تجدید چاپ شده است. بیست و پنجمین چاپ آن سال ۱۴۰۰ منتشر شده است.